# بیماری لبر

بیمای لبر دارای الگوی وراثت میتوکندریایی است

نوروپاتی ارثی عصب بینایی لبر (LHON) بیماری ارثی با ضعف بینایی چشمها و فقدان دید مرکزی می‌باشد. علت اولیه فقدان دید، جهش در DNA میتوکندریایی است. اگر چه تأثیر فاکتورهای ژنتیکی یا اپی ژنتیکی ثانویه ناشناخته‌ای نیز در نوروپاتی آن پیشنهاد می‌شود. این مطالعه برای اولین بار پلی مورفیسم ژنهای فولات و ریسک فاکتور ژنتیکی ثانویه LHON را در صورت وجود مورد بررسی قرار می‌دهد. پلی مورفیسمهای معمول ژنهای متیلن تتراهیدروفولات ردوکتاز (MTHFR) (C677T, A1298C) و متیونین سنتاز ردوکتاز(MTRR) (A66G) در ۲۱ نمونه بیمار و ۱۵۰ نمونه کنترل مورد مطالعه قرار گرفت. ارتباط معنی داری بین سندروم LHON با پلی مورفیسم C677T ژن MTHFR)001/0 (P <و A66G ژن MTRR)001/0 (P <و ارتباطی منفی با پلی مورفیسم A1298C ژن MTHFR)69/ 0(P = مشاهده شد. این مطالعه اولین گزارشی است که نقش مهم پلی مورفیسمهای C677T و A66G را در اتیولوژی سندروم LHON بیان می‌کند؛ و بدین صورت می‌تواند در فهم بهتر مکانیسمهای دخیل در تخریب نورونی، فقدان بینایی LHON و درمان بیماران کمک می‌کند.
این بیماری بیشتر در دههٔ سوم زندگی و در جوانان اتفاق می‌افتد اما ندرتاً در کودکان نیز دیده می‌شود.
بیماری لبر یا در یک چشم یا در هر دو چشم به صورت قرینه بروز پیدا می‌کند که اگر یک چشم در ابتدا درگیر باشد چشم دیگر هفته‌ها و ماه‌ها تحت تأثیر قرار می‌گیرد و نهایتاً بینایی هر دو چشم به شدت دچار مشکل می‌شود. بطوری که دید مرکزی تحت تأثیر قرار گرفته و به عنوان مثال توانایی مطالعه، رانندگی، تشخیص چهرهٔ افراد و... تحت تأثیر قرار می‌گیرد. این کاهش بینایی نهایتاً منجر به مرگ سلول‌های عصبی می‌شود و دریافت اطلاعات بینایی توسط مغز دچار مشکل می‌گردد.
بنابراین ابتلاء به بیماری مادرزادی لبر که نوعی اختلال در عصب باصره چشم بوده و منجر به کوری می‌شود در مردان شایع تر است.
در فرد مبتلا به لبر بلافاصله تغییرات گوناگونی ایجاد شده و عروق خونی این ناحیه از چشم نیز باریک و تنگ می‌شود.
بیماری لبر با تاری چشم و کاهش دید آغاز شده و در نهایت منجر به کوری در افراد می‌شود.
توصیه شده افراد برای درمان به موقع بیماری‌های چشمی باید هر سال به منظور معاینه چشم‌ها به متخصص مراجعه کرده و هر گونه تاری چشم و اختلال بینایی را کاملا جدی بگیرند.